# The Mark Gordon Company
The Mark Gordon Company (раніше The Meledandri/Gordon Company) — американська кінокомпанія, що належить Марку Гордону. Найвідомішою продукцією компанії є фільм «Швидкість», багато фільмів Роланда Еммеріха, наприклад «Післязавтра», «10 000 років до нашої ери» та «2012», а також телесеріали «Анатомія Грея», «Криміналісти: мислити як злочинець», «Новобранець» і «Рей Донован».

## Історія

### Початкова ера (1987—1995)
У 1987 році кінопродюсери Марк Гордон і Кріс Меледандрі (останній пізніше заснував Illumination Entertainment) створили The Meledandri/Gordon Company, уклавши неексклюзивну угоду з Paramount Pictures. Меледандрі звільнився в 1991 році, щоб приєднатися до компанії Dawn Steel, і вона була перейменована на The Mark Gordon Company.
Великий прорив стався в 1994 році, коли фільм «Швидкість» зібрав 350,4 мільйона доларів у прокаті.
Другим великим успіхом став фільм 1996 року «Зламана стріла», який зібрав 150,2 мільйона доларів у прокаті.
10 грудня 1995 року Гордон об'єднав свою власну компанію з Classico Entertainment Гері Левінсона, яка зрештою підписала угоду з Paramount Pictures після закінчення угоди з Fox. Після об'єднання компанія стала називатися Cloud Nine Entertainment, а потім перейменована на Mutual Film Company.

### Друга ера (2000—2015)
7 вересня 2000 року було оголошено, що Марк Гордон залишає Mutual Film Company, щоб відновити власну компанію. Через рік, 10 жовтня 2001 року, компанія підписала угоду з 20th Century Fox про виробництво нових фільмів у своїй власній продюсерській компанії. Керувати компанією найняли Бетсі Бірс

У 2003 році Гордон підписав угоду з Columbia Pictures про виробництво повнометражних фільмів протягом трьох років.
У 2004 році Марк Гордон продюсував свій перший телесеріал LAX для NBC, який вийшов з студії The Mark Gordon Company. 18 серпня 2004 року Гордон підписав дворічну угоду з Touchstone Television, де студія розробляла драматичні проєкти.
Того ж року фільм «Післязавтра» став першим хітом студії в новій епосі та зібрав у світовому прокаті 552,6 мільйона доларів.
У 2005 році Гордон досяг свого першого великого успіху на телебаченні з серіалом «Анатомія Грей», створеним Шондою Раймз. Студія також мала успіх із серіалом «Криміналісти: мислити як злочинець», який транслювався на телеканалі CBS.
У 2007 році було поновлено угоду з ABC Studios. Чотири роки потому, у 2011 році, Гордон підписав угоду про виробництво з The Walt Disney Studios.

### Entertainment One (2015—2018)
У 2015 році Entertainment One придбала 51 % акцій The Mark Gordon Company. У 2016 році Гордон запустив свої перші два незалежні шоу під режимом eOne, «Останній кандидат» і «Вирок», що були створені спільно з ABC Studios і транслювалися в мережі ABC.
У 2018 році Entertainment One придбала решту 49 % компанії та перетворила The Mark Gordon Company у материнську компанію, зробивши Гордона її президентом.

### Третя ера (2019–дотепер)
25 липня 2019 року Марк Гордон оголосив, що йде у відставку з посади президента Entertainment One, щоб відновити власну незалежну студію, уклавши власну першу угоду зі студією eOne.

## Виробництва

### Театральні/прямі відеофільми
| Рік  | Назва                          | Режисер                     | Дистриб'ютор                        | Бюджет       | Касові збори |
| ---- | ------------------------------ | --------------------------- | ----------------------------------- | ------------ | ------------ |
| 1988 | Brothers in Arms               | Джордж Блум                 | Vision p.d.g. International         | N/A          | N/A          |
| 1990 | Opportunity Knocks             | Дональд Петрі               | Universal Pictures                  | $13 млн      | $11.3 млн    |
| 1992 | Сліди червоного                | Енді Волк                   | The Samuel Goldwyn Company          | N/A          | $3.2 млн     |
| 1992 | Fly by Night                   | Стів Гомер                  | Arrow Releasing                     | N/A          | N/A          |
| 1993 | Діти свінгу                    | Томас Картер                | Buena Vista Pictures                | $12 млн      | $5.6 млн     |
| 1994 | Швидкість                      | Ян де Бонт                  | 20th Century Fox                    | $30 млн      | $350.4 млн   |
| 1994 | Суд присяжних                  | Гейвуд Гулд                 | Warner Bros.                        | N/A          | $6.97 млн    |
| 1995 | Історія кохання піромана       | Джошуа Бренд                | Buena Vista Pictures                | N/A          | $468,240     |
| 1996 | Зламана стріла                 | Джон Ву                     | 20th Century Fox                    | $50 млн      | $150.2 млн   |
| 2003 | Ліга видатних джентльменів     | Стівен Норрінгтон           | 20th Century Fox                    | $78 млн      | $179.3 млн   |
| 2004 | Післязавтра                    | Роланд Еммеріх              | 20th Century Fox                    | $125 млн     | $552.6 млн   |
| 2005 | Казанова                       | Лассе Гальстрем             | Buena Vista Pictures                | N/A          | $37.6 млн    |
| 2005 | Life of the Party              | Барра Грант                 | THINKfilm                           | N/A          | N/A          |
| 2006 | Містифікація                   | Лассе Гальстрем             | Miramax Films                       | $25 млн      | $11.7 млн    |
| 2006 | Розмальована вуаль             | Джон Курран                 | Warner Independent Pictures         | $19.4 млн    | $26.8 млн    |
| 2007 | Поговори зі мною               | Касі Леммонс                | Focus Features                      | N/A          | $4.77 млн    |
| 2008 | 10 тисяч років до нашої ери    | Роланд Еммеріх              | Warner Bros. Pictures               | $105 млн     | $269.8 млн   |
| 2008 | Heart of a Dragon              | Майкл Френч                 | China Film Group Corporation        | $10 млн      | N/A          |
| 2009 | Посланець                      | Орен Мовермен               | Oscilloscope Laboratories           | $6.5 млн     | $1.5 млн     |
| 2009 | 12 раундів                     | Ренні Гарлін                | 20th Century Fox                    | N/A          | $17.28 млн   |
| 2009 | 2012                           | Роланд Еммеріх              | Sony Pictures Releasing             | $200 млн     | $769.7 млн   |
| 2011 | Деталі                         | Джейкоб Аарон Естес         | The Weinstein Company               | N/A          | $63,595      |
| 2011 | Початковий код                 | Данкан Джонс                | Summit Entertainment                | $31.9 млн    | $147.3 млн   |
| 2011 | Бастіон                        | Орен Мовермен               | Millennium Entertainment            | $12 млн      | $1.56 млн    |
| 2013 | З ким переспати?!!             | Меггі Кері                  | CBS Films                           | $1.5 млн     | $3.9 млн     |
| 2015 | Стів Джобс                     | Денні Бойл                  | Universal Pictures                  | $30 млн      | $34.4 млн    |
| 2016 | Хлопці зі стволами             | Тодд Філліпс                | Warner Bros. Pictures               | $50 млн      | $86.2 млн    |
| 2017 | Гра Моллі                      | Аарон Соркін                | STX Films                           | $30 млн      | $59.3 млн    |
| 2017 | Піщаний замок                  | Фернандо Коїмбра            | Netflix                             | N/A          | N/A          |
| 2017 | Вбивство у «Східному експресі» | Кеннет Брана                | 20th Century Fox                    | $55 млн      | $352.8 млн   |
| 2018 | Лускунчик і чотири королівства | Лассе Гальстрем Джо Джонсон | Walt Disney Studios Motion Pictures | $120–133 млн | $174 млн     |
| 2022 | Смерть на Нілі                 | Кеннет Брана                | 20th Century Studios                | $90 млн      | $137.3 млн   |
| 2023 | Привиди у Венеції              | Кеннет Брана                | 20th Century Studios                | $60 млн      | $74 млн      |

### Телевізійні шоу
| Роки      | Назва                              | Автор                           | Мережа          | сезонів | серій |
| --------- | ---------------------------------- | ------------------------------- | --------------- | ------- | ----- |
| 2004–2005 | LAX                                | Нік Тіль                        | NBC             | 1       | 13    |
| 2005–2024 | Анатомія Грей                      | Шонда Раймс                     | ABC             | 16      | 363   |
| 2005–2020 | Криміналісти: мислити як злочинець | Джефф Девіс                     | CBS             | 15      | 324   |
| 2007–2013 | Армійські дружини                  | Кетрін Фугате                   | Lifetime        | 7       | 117   |
| 2007–2013 | Приватна практика                  | Шонда Раймс                     | ABC             | 6       | 111   |
| 2007–2009 | Жнець                              | Мішель Фазекас Тара Баттерс     | The CW          | 2       | 31    |
| 2011      | Criminal Minds: Suspect Behavior   | Едвард Аллен Бернеро Кріс Менді | CBS             | 1       | 13    |
| 2013      | Сімейні інструменти                | Боббі Бовмен                    | ABC             | 1       | 10    |
| 2013–2020 | Рей Донован                        | Енн Бідермен                    | Showtime        | 7       | 82    |
| 2014      | На лавці                           | Мікаела Воткінс Деймон Джонс    | USA Network     | 1       | 12    |
| 2015–2018 | Квантико                           | Джошуа Сафран                   | ABC             | 3       | 57    |
| 2016–2017 | Думати як злочинець: За межею      | Еріка Мессер                    | CBS             | 2       | 26    |
| 2016–2017 | Вирок                              | Ліз Фрідлендер Ліз Фрідман      | ABC             | 1       | 13    |
| 2016–2019 | Останній кандидат                  | Девід Гуггенгайм                | ABC/Netflix     | 3       | 53    |
| 2018      | Youth &amp; Consequences           | Джейсон Убалді                  | YouTube Premium | 1       | 8     |
| 2018–2024 | Новобранець                        | Алексі Гавлі                    | ABC             | 2       | 40    |

### Телевізійні фільми/пілоти/спецвипуски
| Рік  | Назва                                | Режисер         | Мережа             | Notes |
| ---- | ------------------------------------ | --------------- | ------------------ | --- |
| 1991 | Lightning Field                      | Michael Switzer | USA Network        | as The Meledandri/Gordon Company; co-production with Wilshire Court Productions                                |
| 1991 | Love Kills                           | Brian Grant     | USA Network        | as The Meledandri/Gordon Company; co-production with Wilshire Court Productions and O.T.M.L. Productions, Inc. |
| 1995 | The Man Who Wouldn't Die             | Bill Condon     | ABC                | uncredited; co-production with Alan Barnette Productions and Universal Television                              |
| 1995 | Children Remember the Holocaust      | Mark Gordon     | CBS                | uncredited |
| 2003 | And Starring Pancho Villa as Himself | Bruce Beresford | HBO                | co-production with HBO Films                                                                                   |
| 2003 | Footsteps                            | John Badham     | CBS                | co-production with Ken Raskoff Productions and Fox Television Studios                                          |
| 2005 | Warm Springs                         | Joseph Sargent  | HBO                | co-production with HBO Films                                                                                   |
| 2006 | A House Divided                      | Michael Rymer   | ABC                | co-production with Touchstone Television                                                                       |
| 2009 | House Rules                          | Daniel Minahan  | CBS                | co-production with CBS Television Studios and ABC Studios                                                      |
| 2009 | Empire State                         | Jeremy Podeswa  | ABC                | co-production with ABC Studios                                                                                 |
| 2010 | It Takes a Village                   | Michael Fresco  | ABC                | co-production with ABC Studios                                                                                 |
| 2011 | Identity                             | Gary Fleder     | ABC                | co-production with ITV Studios America and ABC Studios                                                         |
| 2012 | Dark Horse                           | Roland Emmerich | ABC                | co-production with ABC Studios                                                                                 |
| 2012 | Americana                            | Phillip Noyce   | ABC                | co-production with ABC Studios                                                                                 |
| 2013 | Gothica                              | Anand Tucker    | ABC                | co-production with ABC Studios                                                                                 |
| 2014 | Clementine                           | Michael Dinner  | ABC                | co-production with ABC Studios                                                                                 |
| 2015 | Agatha                               | Jace Alexander  | ABC                | co-production with Stearns Castle Entertainment and ABC Studios                                                |
| 2017 | The Climb                            | Chris Robinson  | Amazon Prime Video | co-production with Entertainment One and Amazon Studios                                                        |
| 2017 | Las Reinas                           | Liz Friedlander | ABC                | co-production with Entertainment One and ABC Studios                                                           |